# Voer
Il Voer (-Fiammingo, in Francese: Fouron) è un affluente del fiume Mosa che si sviluppa tra il Belgio ed I Paesi Bassi. Le sorgenti del Voer sgorgano presso il villaggio di Sint-Pieters-Voeren nella provincia Belga del Limburgo. Il torrente attraversa il confine olandese tra 's-Gravenvoeren e Mesch, nella municipalità di Eijsden, dove sfocia nella Mosa dopo un percorso di soli 12 km.

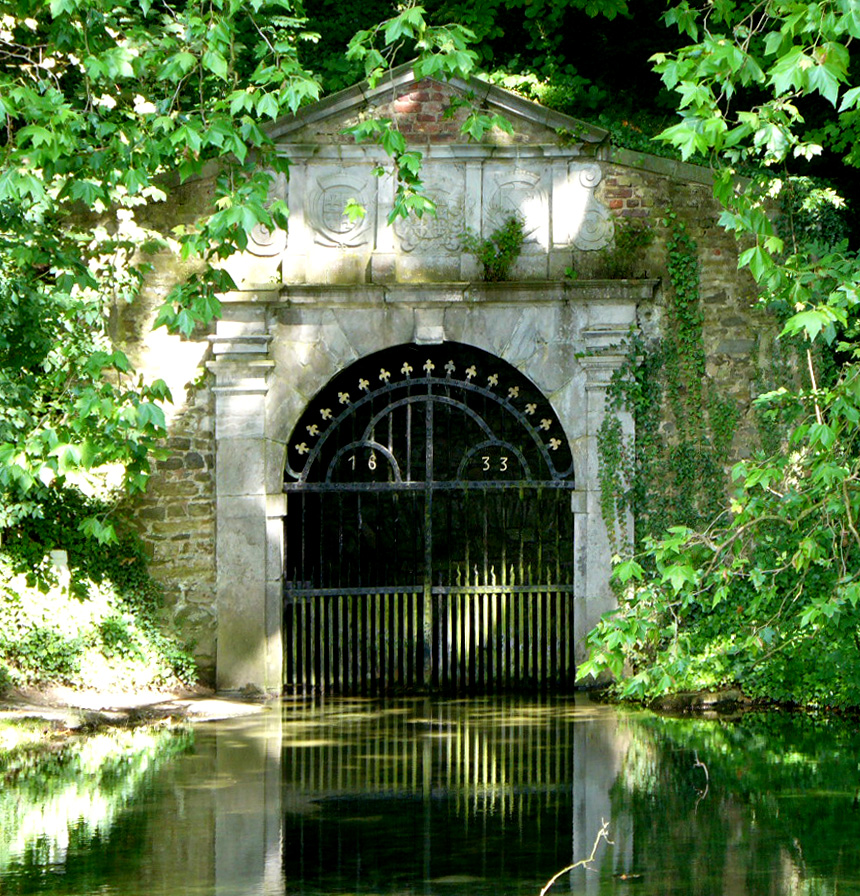
Sorgente del Voer a Sint-Pieters-Voeren
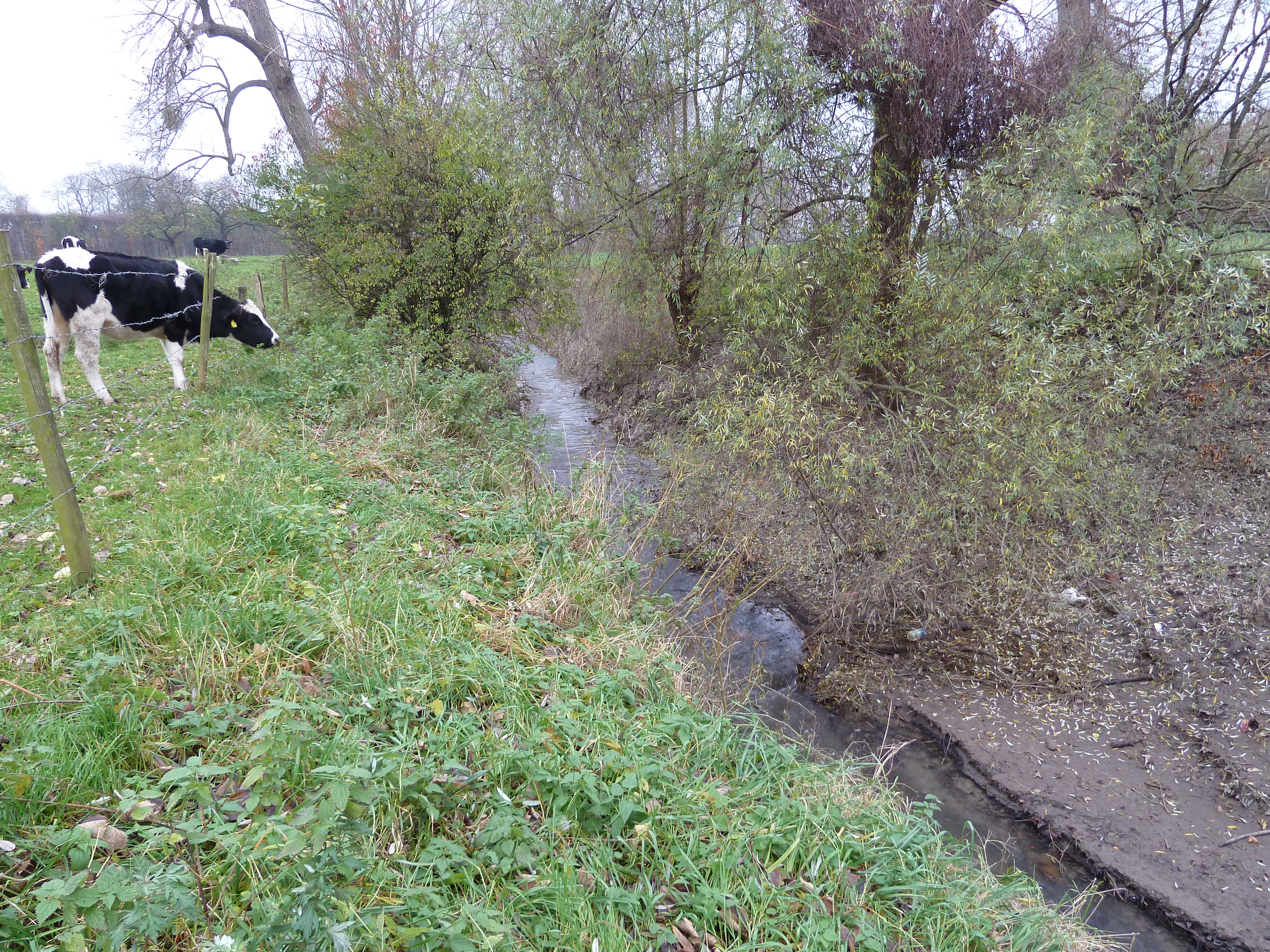
Il Voer a Eijsden nei pressi della foce nel fiume Mosa.
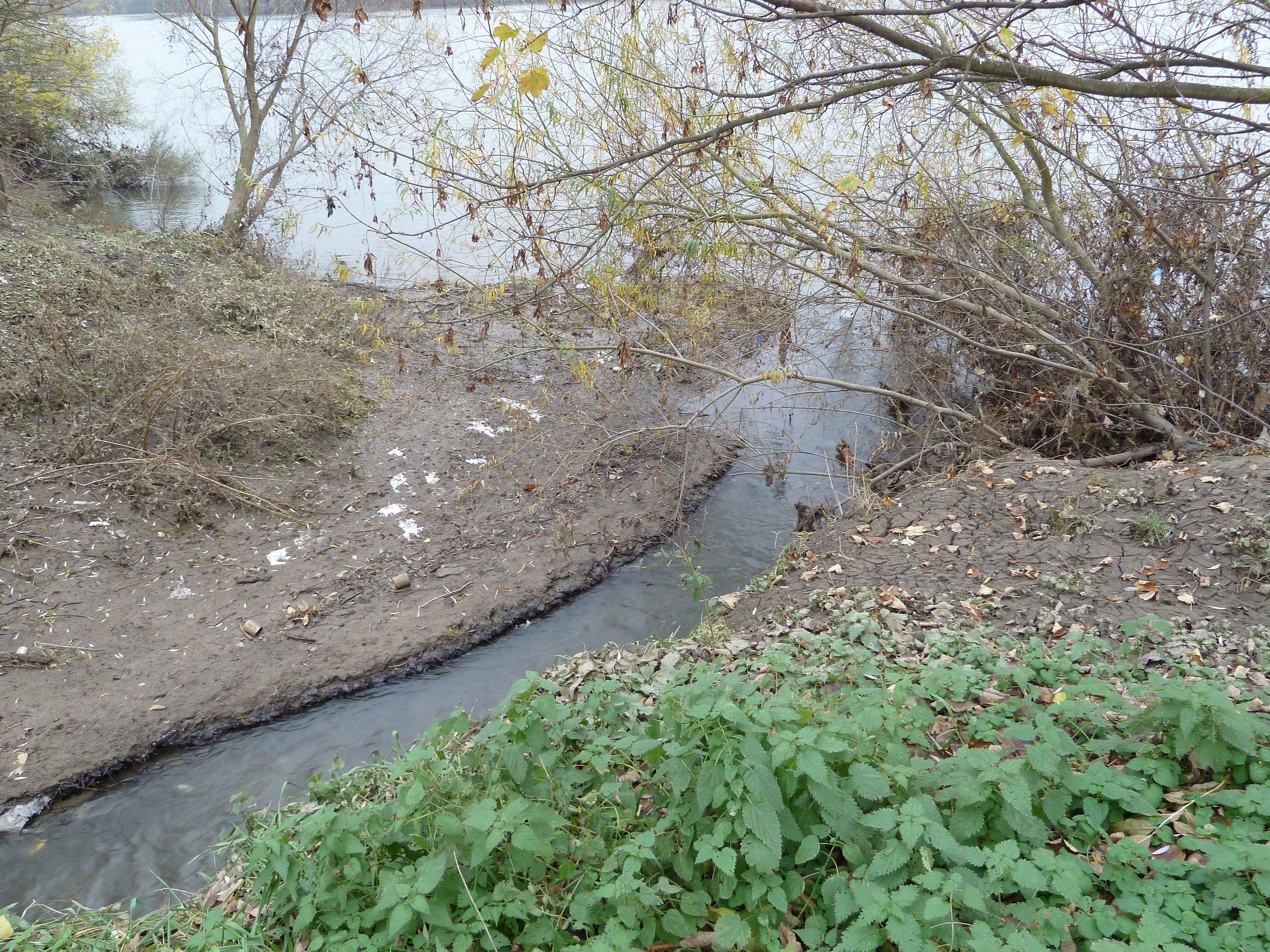
Foce del Voer a Eijsden nel fiume Mosa.